# 埃尔维拉·罗德里格斯
玛丽亚·埃尔维拉·罗德里格斯·埃雷尔（西班牙語：María Elvira Rodríguez Herrer，1949年5月15日—）是西班牙经济学家，人民党政治家。前西班牙环境大臣、国家证券市场委员会主席。

## 生平
1949年5月15日生于马德里。毕业于马德里康普顿斯大学，获得政治经济学学位。1996年人民党上台后，被任命为经济与财政部预算总局负责人。2000年被任命为预算与开支国务秘书。2003年至2004年在阿斯纳尔内阁出任环境大臣。人民党下台后，在马德里自治区政府工作，2006年6月至2007年6月担任该自治区的交通和基础设施部长。2007年6月至2011年6月担任马德里自治区议会议长。
2012年至2016年担任国家证券市场委员会主席。